# Первому игроку приготовиться (саундтрек)
«Пе́рвому игроку́ пригото́виться» (англ. Ready Player One) — американский фильм в жанрах научной фантастики и боевика, основанный на одноимённом романе Эрнеста Клайна. Сопродюсер и режиссёр фильма — Стивен Спилберг, авторы сценария — Клайн и Зак Пенн. Главные роли исполнили Тай Шеридан, Оливия Кук, Бен Мендельсон, Лина Уэйт, Ти Джей Миллер, Саймон Пегг и Марк Райлэнс.
Оригинальную музыку к фильму написал не частый коллега Спилберга Джон Уильямс, а Алан Сильвестри. «Первому игроку приготовиться» стал третьим с 1974 года проектом Спилберга с музыкой не от Уильямса — предыдущими были «Цветы лиловые полей» (1985) и «Шпионский мост» (2015). 30 марта 2018 года лейбл WaterTower Music выпустил саундтрек-альбом под названием Ready Player One (Original Motion Picture Soundtrack), а также компиляционный альбом Ready Player One (Songs from the Motion Picture), в который вошли песни, включённые в фильм.

## Создание
9 июня 2016 года Джон Уильямс, которому Стивен Спилберг вручил премию Американского института киноискусства за вклад в кинематограф, объявил, что напишет музыку для его следующего фильма — «Первому игроку приготовиться». Однако год спустя Уильямс оставил проект, предпочтя ему работу над фильмом «Секретное досье» (2017), другим проектом Спилберга, вошедшим в стадию постпродакшена одновременно с «Первому игроку приготовиться». Место Уильямса занял Алан Сильвестри. Сильвестри счёл работу со Спилбергом «пугающей» оттого, что тот часто работал именно с Уильямсом. Сильвестри не хотел создавать футуристичную музыку, несмотря на то, что действие фильма происходит в 2045 году, — он считал, что её сочтут «старомодной» или «эмоционально пустой», но полагал, что саундтрек должен «играть на эмоциях персонажей и сопровождать действие, имеющее довольно-таки вневременное ощущение».
Его музыка — это не сублиминальное сопровождение, а центральный персонаж, которому нужно, чтобы его заметили. Как и Джон Уильямс, Алан понимает, как связать воедино темы, которые вы напеваете на выходе из зала при мысли об определённых героях, и эпическое действие, которое должно быть в каком-то смысле оперным.
Сильвестри не мог сыграть пробную версию музыки на пианино, как Уильямс, поэтому Спилберг прислал ему черновой монтаж фильма и запланировал целый день работы с оркестром, предоставив композитору полную творческую свободу. Сильвестри приступил к записи в середине 2017 года — для этого он выбрал площадку Sony Scoring Stage на студии Sony Pictures Studios в Калвер-Сити. В первый день работы Спилберг присутствовал на игре оркестра и был впечатлён способностями Сильвестри. Заглавной темой фильма стала фанфара, написанная для вступительной сцены и понравившаяся Спилбергу. В тот же день режиссёр записал тридцать минут музыки для ленты, большая часть из которой вошла в окончательный вариант саундтрека.
Параллельно работе над «Первому игроку приготовиться» Сильвестри также писал саундтрек к фильму «Мстители: Война бесконечности» (2018). По его словам, «ему выпал невероятный шанс написать мелодичную, оркестровую, тематическую музыку, которую по-прежнему хотят слышать люди». Джон Уильямс также приезжал на студию, чтобы проконтролировать работу Сильвестри, и похвалил его.

## Тематические отсылки
По просьбе Спилберга Сильвестри включил в саундтрек отсылки к своей же музыке из фильма «Назад в будущее», а также сослался на произведения других композиторов: на тему Макса Стайнера из картины «Кинг-Конг», композицию Акиры Ифукубэ «Godzilla (Main Theme)» из фильма «Годзилла», а также на музыку к ленте «Сияние» за авторством Венди Карлос и Рэйчел Элкинд. "Несколько раз Стивен говорил мне: «Я хочу не что-то похожее на музыку из „Назад в будущее“, а конкретную партитуру и конкретный её элемент. Хочу, чтобы она звучала так, как в кино». Стивен от души повеселился, создавая музыку", — вспоминает Сильвестри.
В одной из сцен фильма воссоздан отель «Оверлук», место действия «Сияния». Локация состояла как из декораций, так и из компьютерной графики, однако Спилбергу хотелось, чтобы она выглядела аутентично, и он попросил Сильвестри написать такую композицию, которая отдаст дань уважения оригиналу. По словам Сильвестри, ему «было весело воссоздавать её и смотреть, как режиссёр копирует кадры из того фильма».
«После разговора со Стивеном мне показалось, будто Холлидей, узнав о своём страшном диагнозе, отдаёт своего ребёнка кому-то другому. ОАЗИС — его детище и кульминация труда всей его жизни. Он придумал отличный способ найти новых родителей для ребёнка, о котором больше не может заботиться… А потом он встретил чистого сердцем человека, который, как и он сам, любил всё то хорошее, что есть в ОАЗИСе», — сказал Сильвестри о последних сценах фильма.

## Список композиций

### Ready Player One (Original Motion Picture Soundtrack)
Вся музыка написана Аланом Сильвестри.
| №                   | Название                         | Длительность |
| ------------------- | -------------------------------- | ------------ |
| 1.                  | «The Oasis»                      | 1:49         |
| 2.                  | «Hello, I’m James Halliday»      | 2:01         |
| 3.                  | «Why Can’t We Go Backwards?»     | 4:18         |
| 4.                  | «An Orb Meeting»                 | 4:11         |
| 5.                  | «Real World Consequences»        | 3:30         |
| 6.                  | «Sorrento Makes an Offer»        | 3:34         |
| 7.                  | «Welcome to the Rebellion»       | 3:14         |
| 8.                  | «High 5 Assembles»               | 4:24         |
| 9.                  | «Orb of Osuvox»                  | 3:45         |
| 10.                 | «Sorrento Punked»                | 3:57         |
| 11.                 | «Wade’s Broadcast»               | 5:51         |
| 12.                 | «Arty on the Inside»             | 2:33         |
| 13.                 | «Looking for a Truck»            | 5:36         |
| 14.                 | «She Never Left»                 | 2:41         |
| 15.                 | «Last Chance»                    | 3:20         |
| 16.                 | «Get Me Out of This»             | 1:35         |
| 17.                 | «Hold on to Something»           | 5:14         |
| 18.                 | «This Is Wrong»                  | 3:49         |
| 19.                 | «What Are You?»                  | 3:29         |
| 20.                 | «There’s Something I Need to Do» | 5:01         |
| 21.                 | «Main Title»                     | 2:26         |
| 22.                 | «End Credits»                    | 8:04         |
| Общая длительность: | Общая длительность:              | 1:24:22      |

### Ready Player One (Songs from the Motion Picture)
| №                   | Название                                     | Исполнитель (-и)             | Длительность |
| ------------------- | -------------------------------------------- | ---------------------------- | ------------ |
| 1.                  | «Jump»                                       | Van Halen                    | 4:03         |
| 2.                  | «Everybody Wants to Rule the World»          | Tears for Fears              | 4:12         |
| 3.                  | «I Hate Myself for Loving You»               | Joan Jett & The Blackhearts  | 4:06         |
| 4.                  | «I Wanna Be Your Lover»                      | Принс                        | 5:47         |
| 5.                  | «Just My Imagination (Running Away with Me)» | The Temptations              | 3:48         |
| 6.                  | «Faith»                                      | Джордж Майкл                 | 3:12         |
| 7.                  | «Stand on It»                                | Брюс Спрингстин              | 3:05         |
| 8.                  | «One Way or Another»                         | Blondie                      | 3:27         |
| 9.                  | «You Can’t Hide Love»                        | Earth, Wind & Fire           | 4:09         |
| 10.                 | «Blue Monday»                                | New Order                    | 7:24         |
| 11.                 | «Stayin’ Alive»                              | Bee Gees                     | 4:45         |
| 12.                 | «Main Title (The Shining)»                   | Венди Карлос и Рэйчел Элкинд | 3:24         |
| 13.                 | «Midnight, the Stars and You»                | Эл Боулли                    | 3:28         |
| 14.                 | «We’re Not Gonna Take It»                    | Twisted Sister               | 3:38         |
| 15.                 | «You Make My Dreams»                         | Hall & Oates                 | 3:11         |
| Общая длительность: | Общая длительность:                          | Общая длительность:          | 56:31        |

## Отзывы критиков
Журналист Movie Wave Джеймс Саутхолл пишет: «Кажется, что саундтрек собирает воедино множество уже существующих композиций, но это далеко от истины — то, как композитор объединяет всё в единое целое, с какой лёгкостью (и любовью) включает свои пасхалки, поистине поразительно. Добавьте к этому потрясную тематическую основу, и вы получите невероятно приятное произведение, вызывающее улыбку на лице всякого, кто вырос на подобной музыке». Автор Zanobard Reviews дал музыке 9 баллов из 10 и написал следующее: «Саундтрек „Первому игроку приготовиться“ эпичен, незабываем и содержит одни из лучших экшен-партитур последних лет. Иногда музыка мягкая и эмоциональная, но при необходимости она становится высокой и героической. Немного расстраивает отсутствие идеальной злодейской темы и ещё парочки запоминающихся за исключением заглавной фанфары и партитуры сопротивления. Но и без этого саундтрек стал одним из лучших за последние годы. Долгожданным глотком свежего оркестрового воздуха, что в наши дни редкость».
«Как и большинство фильмов, к которым тут есть отсылки, „Первому игроку приготовиться“ представляет собой чистый аттракцион, где каждая визуальная отсылка, каждое мимолётное камео, каждый музыкальный омаж — всё возвращает меня в то лето, когда я сидел с широко открытыми глазами в тёмном зале, смотрел на серебряный экран и обожал фильмы Стивена Спилберга и Роберта Земекиса и музыку Уильямса, Голдсмита, Хорнера и, конечно же, Сильвестри», — пишет Джонатан Брокстон. «Как бы ни хотелось заявить, что „Первому игроку приготовиться“ погряз в ностальгии, у него есть большая душа, поддерживающая исторический период, богатый на культовые игры, музыку, литературу и кино. Музыка Сильвестри следует этому примеру и переплетается с неизбежно появляющимися песнями (например, с „Jump“ от Van Halen), как отдавая дань уважения стилю композитора, так и создавая свойственный для него энергичный саундтрек. И он, и Спилберг аккуратно избегают отсылок к своему же творчеству: они понимают, что музыка будет почти алхимически воздействовать на целевую аудиторию, если подобрать её с умом и поместить в уютную атмосферу мелодичности и гармонии. Вне всяких сомнений это успех. В первом же опыте работы со Спилбергом Сильвестри подарил нам превосходный саундтрек для блокбастера, и теперь ясно, кого режиссёру стоит позвать в ближайшем будущем, когда Джон Уильямс уйдёт на покой», — сказал обозреватель сайта Mfiles.com.
Сайт Filmtracks.com пишет: «Это не идеальный саундтрек, да и у этого фильма нет действительно удовлетворительных альбомов, но этот проект всё ещё можно назвать успехом Сильвестри. Коллекционеры его музыки годами ждали, когда же тот выдаст саундтрек, сравнимый по индивидуальности и масштабу с партитурами из „Назад в будущее“, „Судьи Дредда“ и „Ван Хельсинга“, и „Первому игроку приготовиться“ — это достойное ностальгическое воскрешение». По мнению Кайи Савас из Film.Music.Media, «„Первому игроку приготовиться“ кажется и классическим, и новым проектом одновременно, что является одним из главных достоинств саундтрека. Невозможно сдержать улыбку, когда Сильвестри использует те приёмы и творческий стиль, которые он оттачивал на протяжении всей своей карьеры. Музыка в основном посвящена выполнению миссии, и это приятный путь от начала и до конца».

## Позиции в чартах
| Чарт (2018)                      | Высшая позиция |
| -------------------------------- | -------------- |
| Испания (PROMUSICAE)             | 83             |
| UK Soundtrack Albums (OCC)       | 35             |
| US Billboard 200                 | 88             |
| US Soundtrack Albums (Billboard) | 21             |

| Чарт (2018)                      | Высшая позиция |
| -------------------------------- | -------------- |
| UK Compilation Albums (OCC)      | 54             |
| UK Soundtrack Albums (OCC)       | 23             |
| US Billboard 200                 | 55             |
| US Soundtrack Albums (Billboard) | 11             |

## Награды и номинации
| Награда                                           | Дата церемонии вручения | Категория                                                        | Получатель(-и)  | Результат | Прим.         |
| ------------------------------------------------- | ----------------------- | ---------------------------------------------------------------- | --------------- | --------- | ------------- |
| BMI Film & TV Awards                              | 10 мая 2018             | «Лучшая музыка к фильму»                                         | Алан Сильвестри | Победа    | [ 25 ] [ 26 ] |
| Hollywood Music in Media Awards                   | 14 ноября 2018          | «Лучшая музыка к фильму в жанре научной фантастики или фэнтези»  | Алан Сильвестри | Номинация | [ 27 ] [ 28 ] |
| Международная ассоциация музыкальных кинокритиков | 21 февраля 2019         | «Лучшая музыка к фильму в жанрах фэнтези или научной фантастики» | Алан Сильвестри | Номинация | [ 29 ] [ 30 ] |
| «Сатурн»                                          | 13 сентября 2019        | «Лучшая музыка»                                                  | Алан Сильвестри | Номинация | [ 31 ]        |